# Salamiyah (nahija)
Nahija Salamiyah (ar. ناحية مركز السلمية)  je sirijska nahija u okrugu Salamiyah u pokrajini Hama. Po popisu iz 2004. (prije rata), nahija je imala 115.300 stanovnika. Administrativno sjedište je u naselju Salamiyah.